# Allotinus zitema
Allotinus zitema är en fjärilsart som beskrevs av Hans Fruhstorfer 1915. Allotinus zitema ingår i släktet Allotinus och familjen juvelvingar. Inga underarter finns listade i Catalogue of Life.